# Muros de la paz

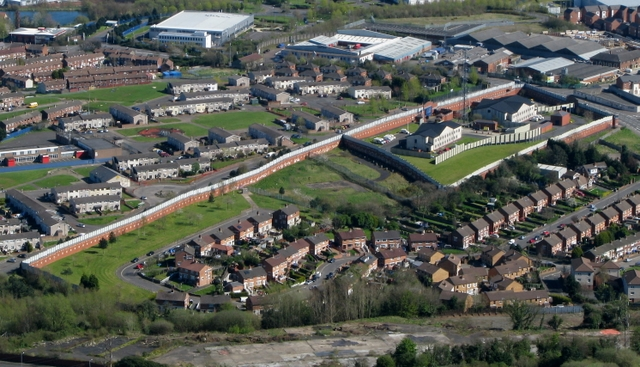
Un muro de la paz de 5,5 metros de altura a lo largo de la calle Springmartin de Belfast, con una comisaría de policía en un extremo.

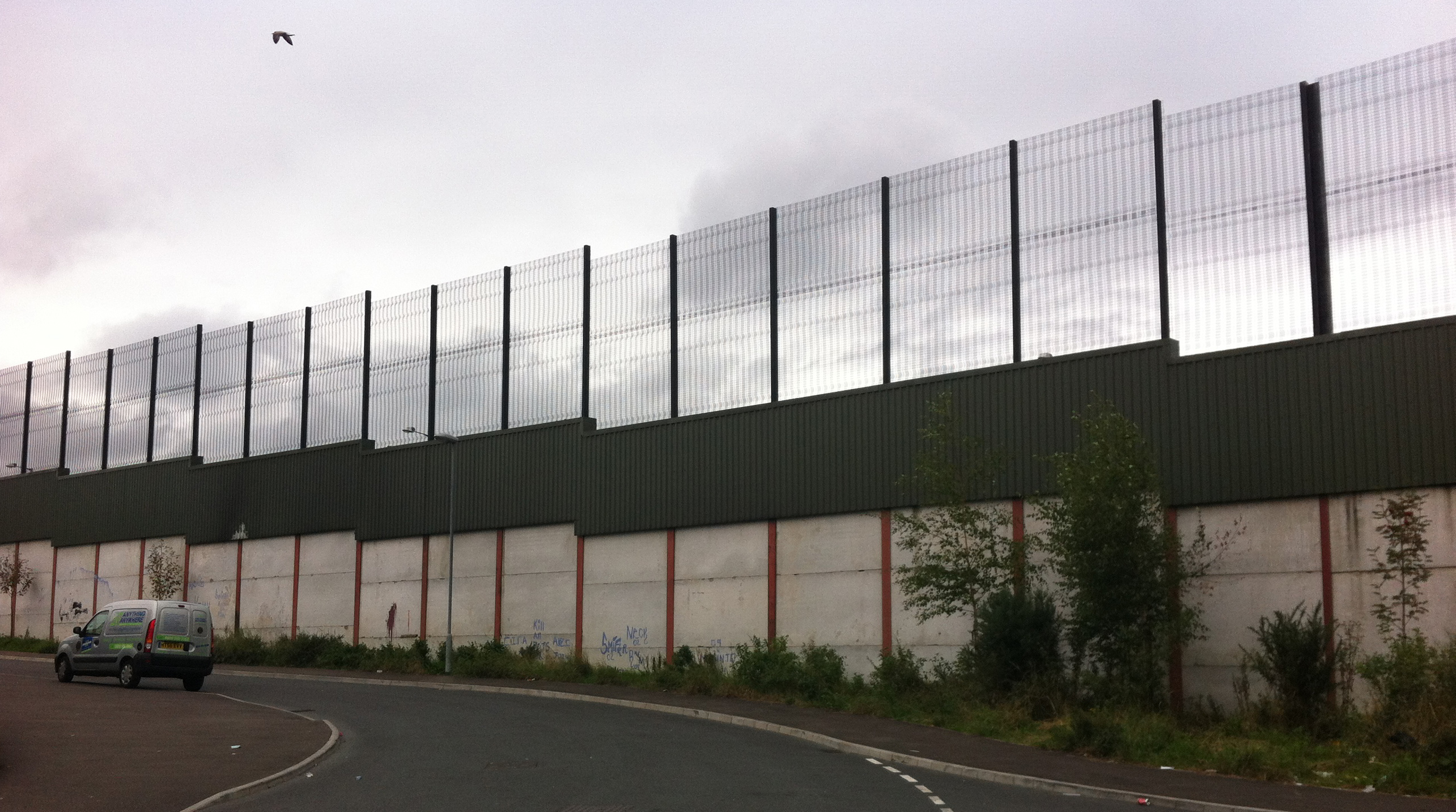
El muro de la paz de Cupar Way (Belfast), visto desde el lado católico.

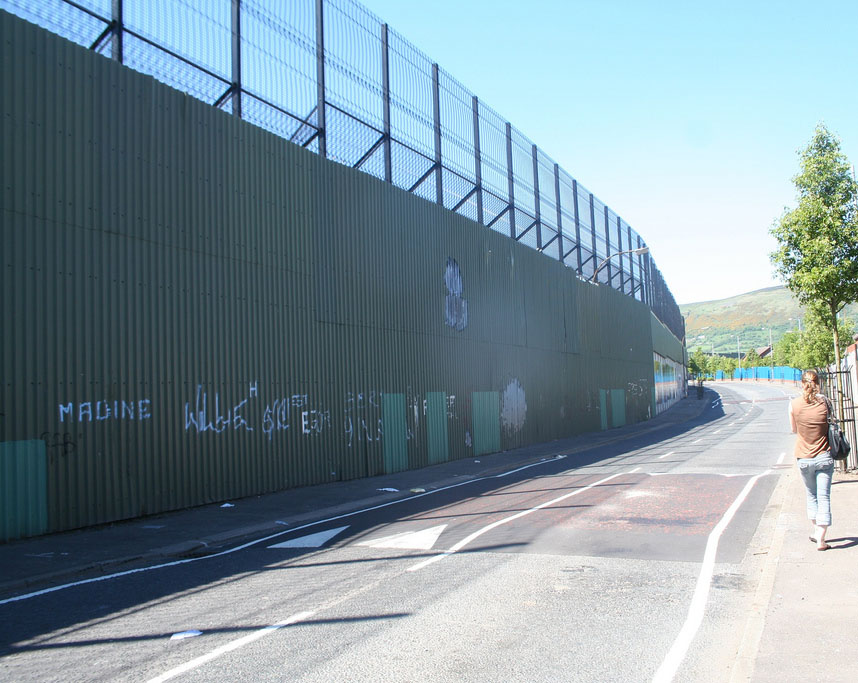
El muro de la paz de Cupar Way (Belfast), visto desde el lado protestante.

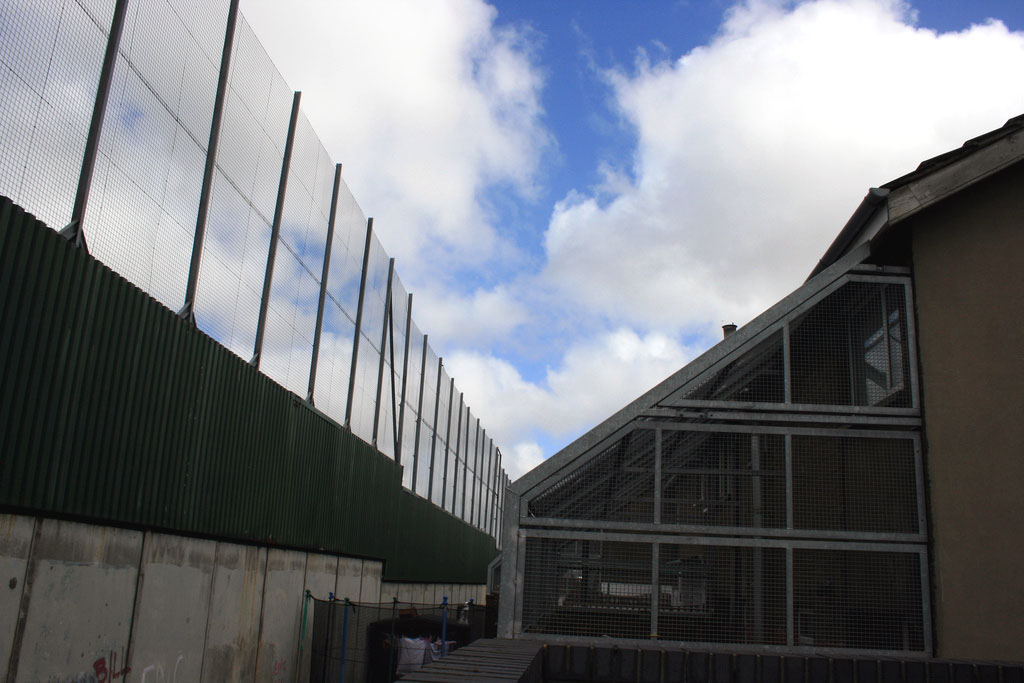
El muro de la paz en Bombay Street/Cupar Way (Belfast), visto desde el lado católico.

Los muros de la paz o líneas de la paz (en inglés Peace walls o Peace lines) son una serie de barreras que separan los barrios católicos y los protestantes en las ciudades de Irlanda del Norte, especialmente en Belfast. Su objetivo es limitar los enfrentamientos entre estas dos comunidades.  
Tienen una longitud variable (desde unos cientos de metros hasta más de 5 km), están hechos de hierro, ladrillo, hormigón y acero y pueden alcanzar una altura de hasta 8 m. A veces están equipados con mallas metálicas para impedir el lanzamiento de cócteles molotov, cohetes, botellas y piedras de uno al otro lado. Algunos tienen puertas, en ocasiones vigiladas por soldados y policías, que permiten el paso durante el día pero que se cierran por la noche (o cuando aumentan las hostilidades). Hoy en día se contabilizan 99 muros de la paz.
Las primeras secciones del muro fueron construidas en 1969 por las tropas británicas tras el estallido del conflicto de Irlanda del Norte, para reemplazar las barricadas que los vecinos de las zonas limítrofes de barrios católicos y protestantes habían levantado para protegerse de los enfrentamientos entre las dos comunidades. Si bien en un principio fueron concebidos como una solución provisional, su eficacia hizo que con tiempo fueran reforzados y prolongados hasta alcanzar los 20 km de longitud actuales, la mayoría de los cuales en Belfast. Según un estudio de 2012, un 76% de la población general de Irlanda del Norte querría que los muros fuesen derribados, pero el 69% de quienes viven cerca de ellos siguen considerándolos "necesarios" para garantizar su seguridad. El 9 de mayo de 2013, el gobierno de Irlanda del Norte se comprometió a eliminar los muros de paz en un plazo de diez años.
Con los años se han convertido en una especie de atracción turística y, al igual que los murales, forman parte de rutas de autobuses y taxis turísticos. Una de las secciones más famosas del muro es la que separa Falls Road (católica) de Shankill Road (protestante) en West Belfast.

## Historia
Incluso antes de 1969, las ciudades de Irlanda del Norte estaban marcadas por una fuerte segregación. En Belfast, en la década de los 60, el 64% de los hogares estaban en calles donde al menos el 90% de los residentes eran unionistas o nacionalistas. En los graves disturbios de agosto de 1969 una turba proveniente de Shankill Road, una zona de Belfast de mayoría unionista, quemó calles enteras de la zona de Falls Road, de mayoría nacionalista. Para sofocar los disturbios se movilizó al Ejército Británico.
El 9 de septiembre de 1969, el Primer Ministro de Irlanda del Norte, James Chichester-Clark, anunció que se establecería una línea de paz que consistía en una valla de alambre de espino controlada por el ejército y la policía entre las zonas de Shankill Road y Falls Road. Esta línea de paz vendría a reemplazar a las barricadas levantadas por la población de las zonas "limítrofes" (en inglés interfaces, es decir, donde se intersectan zonas residenciales fuertemente segregadas y polarizadas), para protegerse de los enfrentamientos entre las dos comunidades. Ian Freeland, comandante en jefe del Ejército Británico en Irlanda del Norte, describió la línea de paz como un "asunto temporal" y añadió: "En esta ciudad no vamos a tener un muro de Berlín ni nada parecido".
Durante el conflicto de Irlanda del Norte, la segregación continuó aumentando en las ciudades norirlandesas. En Belfast, entre 1969 y 1973, se estima que 60.000 personas se vieron obligadas a abandonar sus hogares como consecuencia de las bombas, los tiroteos, los disturbios y las amenazas. En particular, los católicos que hasta entonces convivían con protestantes huyeron hacia las zonas de mayoría católica. La línea de paz, concebida como provisional, se mantuvo, y las alambradas de espino fueron reemplazadas por estructuras permanentes de hierro, acero y hormigón. Además, se construyeron más líneas de paz en el norte y oeste de Belfast, y también en otras ciudades como Derry y Portadown.
Incluso después de la declaración de alto el fuego del IRA y otros grupos paramilitares en 1994 y el Acuerdo de Viernes Santo de 1998, el número de líneas de paz continuó aumentando: en 1994 se contabilizaban 15 líneas de paz en Belfast; su número aumentó a 35 en 2001 y a 42 en 2009. El 1 de septiembre de 2011, el ayuntamiento de Belfast aprobó una moción en la que se instaba a desarrollar un plan para desmantelar los muros de la paz. En 2012 se publicó un estudio según el cual el 69% de los residentes creen que todavía son necesarios para garantizar su seguridad frente a los posibles rebrotes violentos. Por su parte, en mayo de 2013, el Gobierno de Irlanda del Norte anunció su intención de eliminar las líneas de paz en un plazo de diez años. Neil Jarman, investigador de conflictos de la Queen's University Belfast consideró este calendario "muy optimista".

## Consecuencias
Un estudio sobre el lugar y el momento de las muertes en el conflicto de Irlanda del Norte con respecto a la ubicación y la época de construcción de las líneas de paz en Belfast mostró que el número de muertes en las zonas con líneas de paz recientemente construidas había disminuido de manera significativa. En particular, muchas personas no murieron directamente en las líneas de paz, sino a una distancia de unos cientos de metros de los edificios. En las zonas limítrofes sin líneas de paz se encontró una distribución espacial similar. Una posible explicación es que las zonas limítrofes eran el escenario de conflictos de menor escala pero proclives a intensificarse. Los atentados con bombas y los tiroteos, por otro lado, se concentraban en las zonas centrales de áreas residenciales fuertemente segregadas.
Los urbanistas evalúan las líneas de paz de manera ambivalente: por un lado, las líneas de paz definen áreas residenciales con precisión y, por lo tanto, generan una sensación subjetiva de seguridad en aquellas personas cuyas vidas cotidianas han estado marcadas por décadas de confrontación violenta. Por otro lado, crean un ambiente intimidante y hostil. La Northern Ireland Housing Executive (NIHE), agencia responsable de la política de vivienda en Irlanda del Norte, describió el término "líneas de paz" en 1988 como un oxímoron, pues en muchos casos no se caracterizaban por la paz y la armonía entre vecinos, sino por conflictos, tensiones, daños materiales e inestabilidad continua.
Las líneas de paz y la segregación de la ciudad tienen consecuencias significativas para la planificación urbana en Belfast, Entre 1951 y 1991, la ciudad perdió el 37% de su población. La proporción de nacionalistas católicos en Belfast aumentó de un 28% en 1961  a un 47% en 2001. Las razones para ello radican en la mayor tasa de natalidad de los nacionalistas y en el éxodo de unionistas hacia la periferia de Belfast. En las zonas limítrofes, la densidad de población, en particular en el lado unionista, descendió bruscamente. La segregación de las áreas residenciales, agravada por las líneas de paz, ha conducido a un desequilibrio en el mercado inmobiliario de Belfast. Aunque hay escasez de vivienda en las áreas residenciales nacionalistas, en las áreas unionistas existen muchas viviendas vacías, y en algunos casos se han demolido hileras de casas enteras. La construcción de urbanizaciones para nacionalistas en áreas unionistas no es viable políticamente.